# Indigofera mangokyensis
Indigofera mangokyensis är en ärtväxtart som beskrevs av R.Vig., p.p.A. Indigofera mangokyensis ingår i släktet indigosläktet, och familjen ärtväxter. Inga underarter finns listade i Catalogue of Life.